# Bombay Beach Biennale
Bombay Beach Biennale (сокращённо BBB) — некоммерческий открытый творческий проект художников, дизайнеров, артистов, фотографов и просто волонтёров, впервые появившийся в 2016 году в калифорнийском округе Империал и отличающийся экологической направленностью.

## Специфика
Необычность этого проекта в отличие от других биеннале начинается уже с места проведения. Это — пляж ныне пустеющего города Бомбей-Бич, который в 1950-е и 1960-е годы был популярным курортным местом на берегу Солтон-Си, его даже называли «чудом в пустыне» (англ. miracle in the desert). Здесь на уик-эндах появлялись разные знаменитости, к примеру, Фрэнк Синатра. Сюда приезжала американская рок-группа The Beach Boys выступать, загорать и кататься на водных лыжах. Но из-за проблем с экологией началось запустение города, вода в озере стала коричневой и мутной, его берега усеяны костями мёртвой рыбы, а воздух перенасыщен сероводородом.
Проект возник как попытка усилиями заинтересованных участников привлечь широкое внимание к нарастающим проблемам из-за усыхания озера Солтон-Си, перенасыщенного солью и пестицидами из сельскохозяйственного стока.
Инициаторами проведения Bombay Beach Biennale стали три активиста: итало-американский кинорежиссёр-документалист и музыкант Тао Располи, Стефан Ашкенази (англ. Stefan Ashkenazy) — сын польско-американского предпринимателя и филантропа Северина Ашкенази и Лили Джонсон Уайт (англ. Lily Johnson White) — наследница американской холдинговой компании Johnson & Johnson.
Приезжающие в Бомбей-Бич энтузиасты пытаются реализовать свои богемные мечты. Bombay Beach Biennale — полностью бесплатный и самофинансируемый проект. Его инициаторы приобрели в собственность некоторые полуразрушенные объекты на пляже, чтобы переоборудовать их в места для презентаций художников, дизайнеров, музыкантов, артистов, философов, писателей, учёных.

## Подарки от Bombay Beach Biennale
Над водой озера приподняты и словно плывут светящиеся красные слова «Save me», как целевой призыв проекта о спасении Солтон-Си.
В течение трех дней в году Bombay Beach Biennale превращает пляж в захватывающее художественное движение, след от которого остаётся в виде подарков городу Бомбей-Бич. Таковы инсталляции разных авторов, например, Марко Уокера (англ. Marco Walker) и других.
Подарками городу становятся места презентаций на пляже, созданные разными авторами. «Эрмитаж» (Hermitage Museum) — детище художника, сценариста и режиссёра Грега Хэберни — открылся в апреле 2016 года выставкой под названием «Почему я разрушаю все, что люблю?», в которой участвовали Камилла Шегер, Томас Линдер, Джон Пилипчук, Билл Сейлор, Теодор Бойер. Свои картины, которые на аукционах продаются по 10 тысяч долларов, Грег Хэберни в 2011 году перед персональной выставкой в берлинской галерее «Стрихнин» (нем. Strychnin Gallery) дарил тем, кто сумеет их найти в потаённых местах Берлина, где он их прятал в ночное время. Таким экстравагантным способом он знакомил зрителей со своими работами.
В 2017 году на пляже появился «Оперный дом» (Opera House), созданный по проекту лондонского художника и полит-активиста Джеймса Острера (англ. James Ostrer). На этой площадке танцевали известные солисты балета — выпускница школы Большого театра Мария Кочеткова и датчанин Себастиан Клоборг.
«Дом игрушек» (Toy House) — подарок Кенни Шарф.
«Библиотека запрещенных книг» (Banned Book Library) — дарственный вклад от Сэнди Уайт (англ. Sandy White) и Кенни Шарф.
«Межгалактическую космическую станцию» подарил пляжу Рэнди Полимбо (англ. Randy Polumbo).
Число различных подарков постоянно увеличивается. Инициаторы проекта уже начинают опасаться наплыва инвесторов, которые, думая прежде всего о прибыли, будут пытаться превратить некоммерческое начинание в коммерческое.